# Powiat Kitatsuru
Powiat Kitatsuru (jap. 北都留郡 Kitatsuru-gun) – powiat w Japonii, w prefekturze Yamanashi. W 2024 roku liczył 1118 mieszkańców.

## Miejscowości
- Kosuge
- Tabayama